# HD 85655
HD 85655，又名CP-58 1673，SAO 237418、HR 3913，是一颗恒星，视星等为5.79，位于銀經281.77，銀緯-4.18，其B1900.0坐标为赤經9h 48m 5s，赤緯-58° -4.18′ 19″。